# متروی ناگویا
متروی ناگویا (انگلیسی: Nagoya Municipal Subway) سامانه قطار شهری زیرزمینی در شهر ناگویا، ژاپن است.
این مترو که در سال ۱۹۵۷ تأسیس شده، دارای ۷ خط، ۸۷ ایستگاه و ۹۳.۳ کیلومتر طول می‌باشد.

## نگارخانه

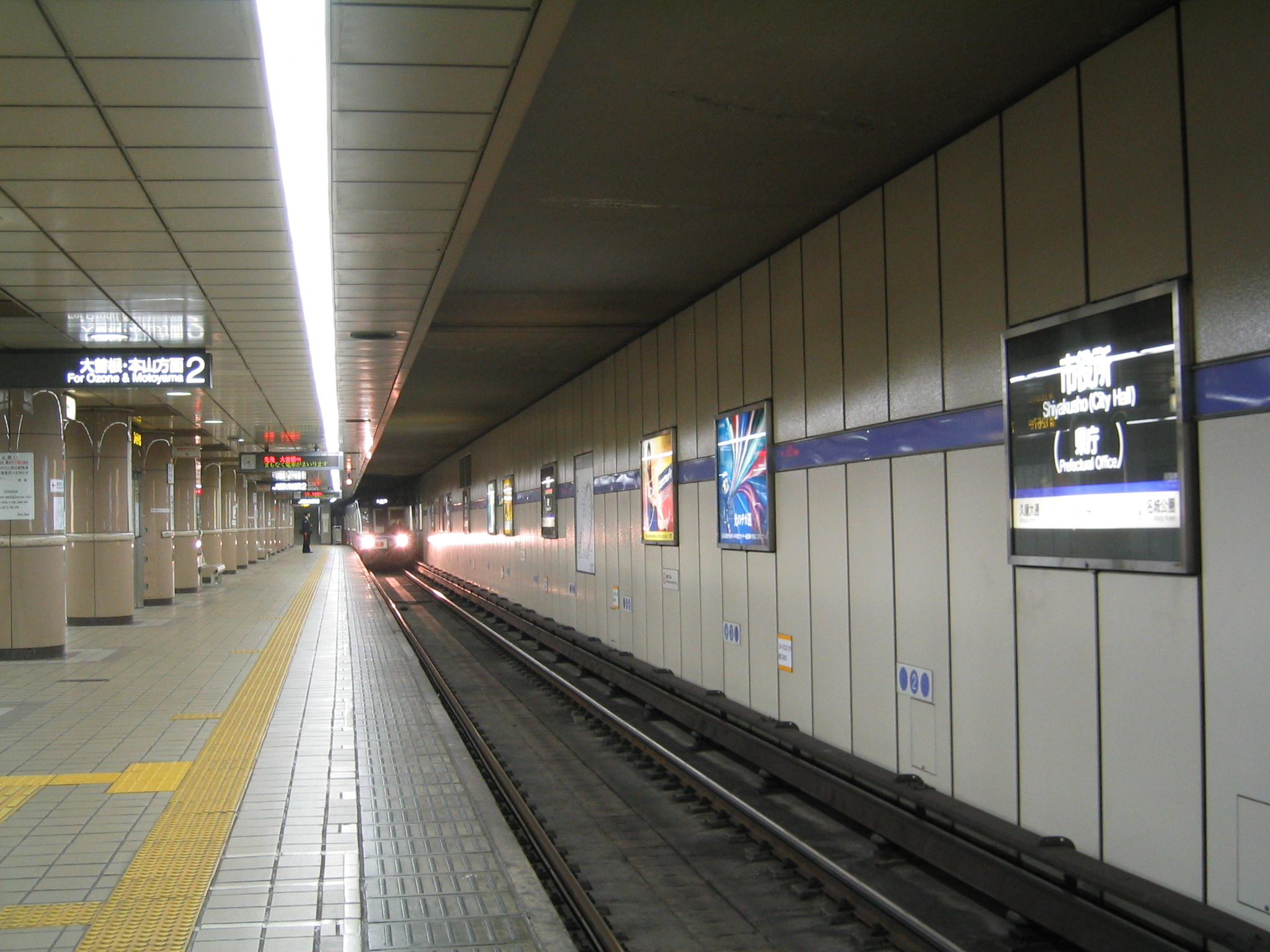
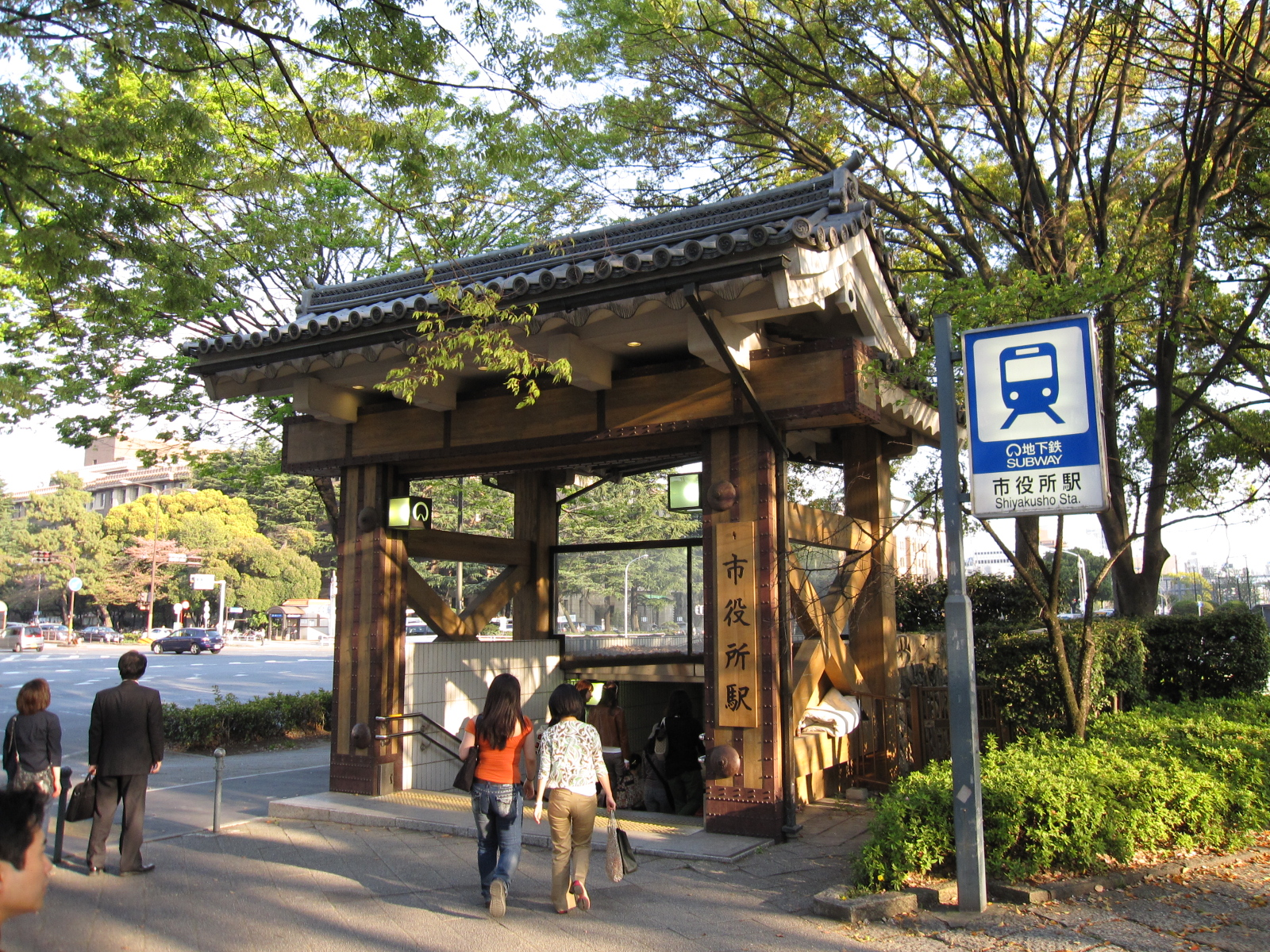
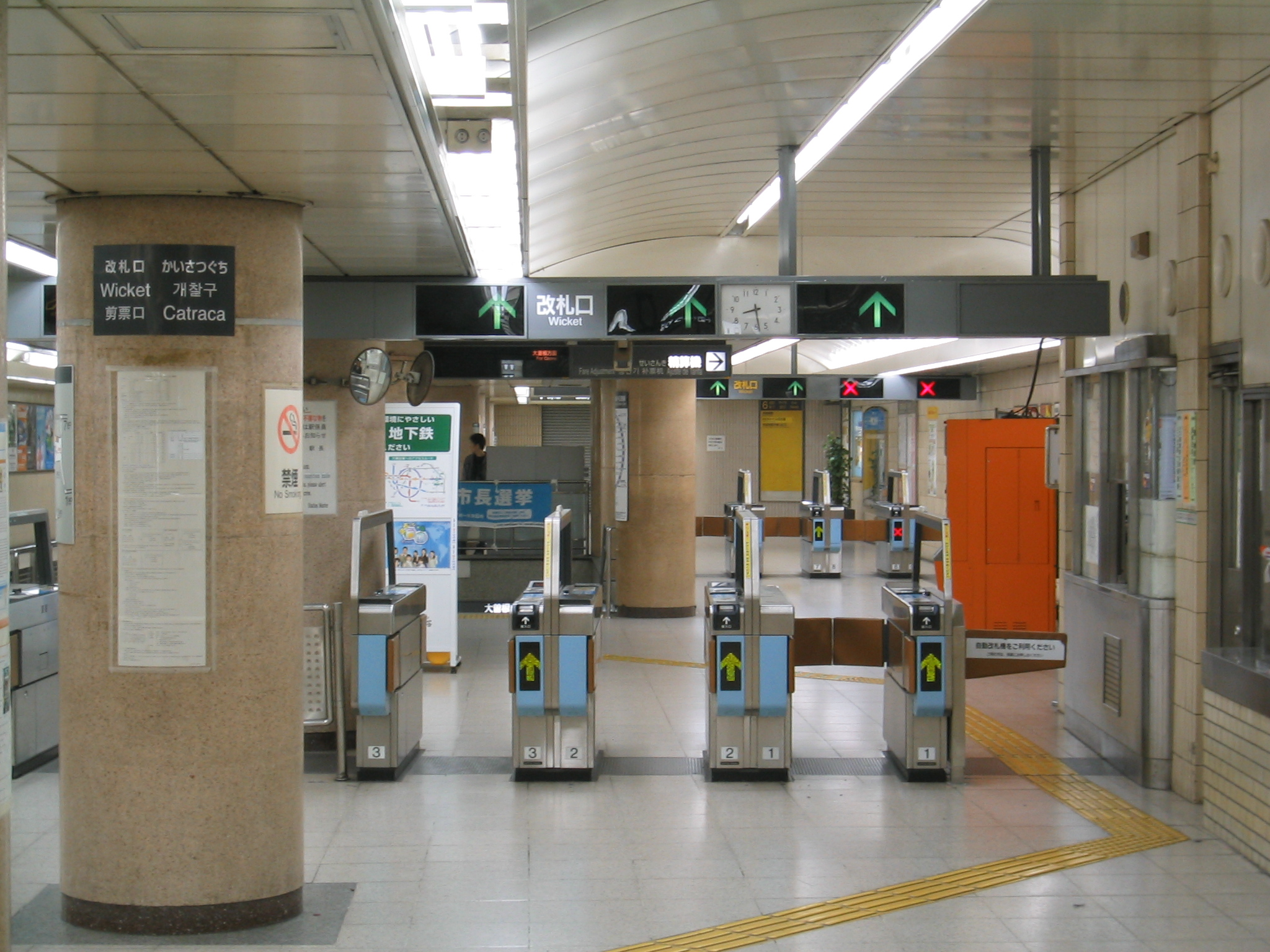
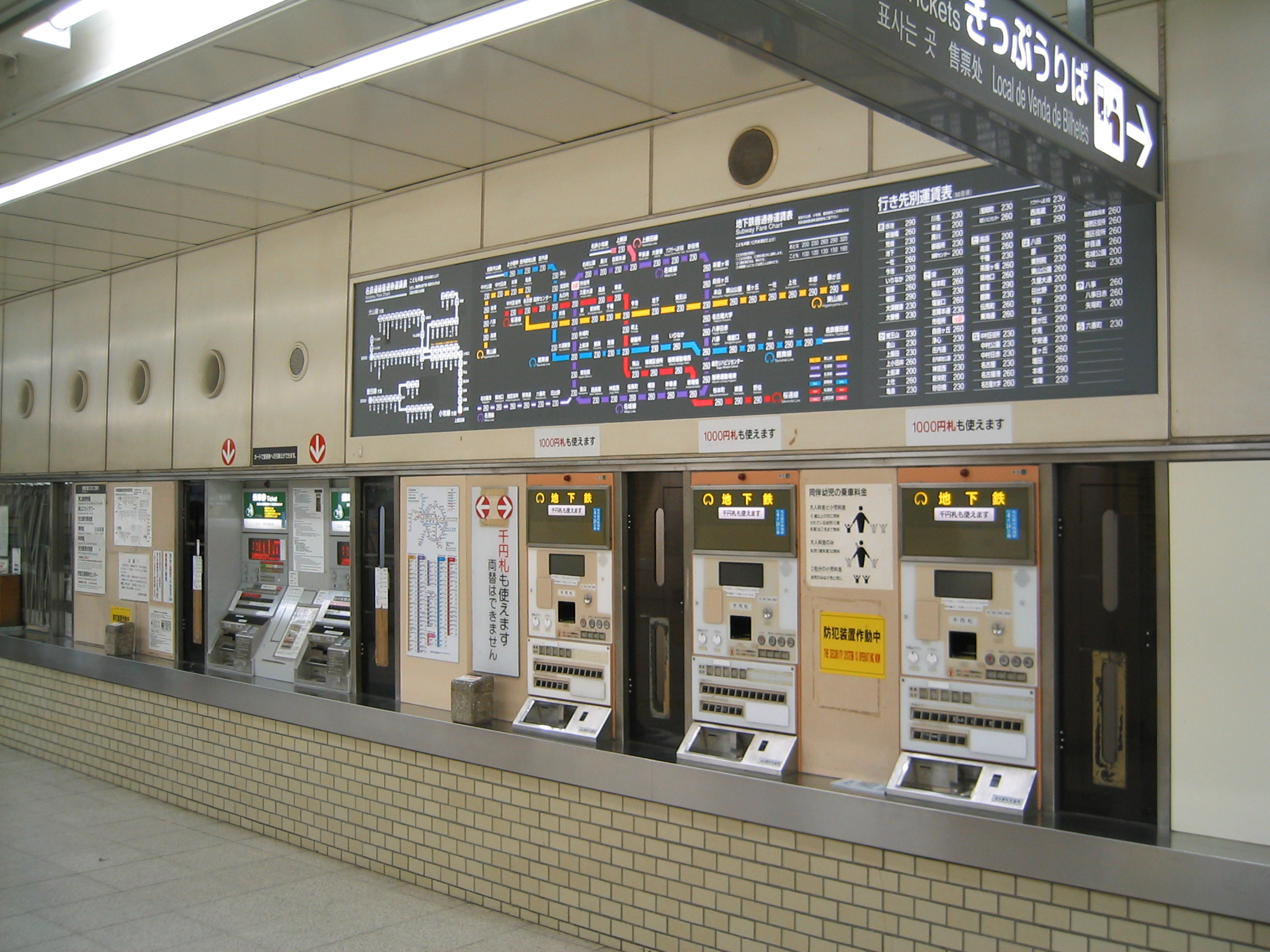